# 今宮神社 (さくら市馬場)
今宮神社（いまみやじんじゃ）は、栃木県さくら市の神社。

## 歴史
1060年（康平3年）に創建された。「勝山城城主氏家公頼が勝山城の守護神として宇都宮明神（現・宇都宮二荒山神社）の分霊を勧請した。」といわれているが、公頼は、当社創建のちょうど百年後（1160年）に生まれており、伝承と史実にズレが生じている。
1300年（正安2年）に、勝山城4代城主氏家公宗により、城内から現在地に移転した。
1872年（明治5年）に近代社格制度における郷社に列格した。その後も天皇の即位ごとに当社の整備を進め、現在に至っている。

## 交通アクセス
- 氏家駅より徒歩16分。